# Chris Czekaj
Pas d'image ? Cliquez ici

a Compétitions nationales et continentales officielles uniquement.

b Matchs officiels uniquement.
Dernière mise à jour le 18 mai 2020.
Christopher David Czekaj, plus simplement connu comme Chris Czekaj, né le 14 décembre 1985 à Cardiff (Pays de Galles), est un joueur international gallois de rugby à XV évoluant au poste d'ailier ou d'arrière (1,91 m pour 101 kg).

## Carrière

### En équipe nationale
Il a eu sa première cape internationale le 11 juin 2005, à l’occasion d’un match contre l'équipe du Canada.

## Palmarès
- 9 sélections avec l'Équipe du Pays de Galles de rugby à XV
- 10 points
- 2 essais
- Sélections par année : 1 en 2005, 1 en 2006, 4 en 2007, 1 en 2009, 2 en 2010.